# Tetsuya Harada
Tetsuya Harada 原田哲也, Harada Tetsuya (Chiba, 14 de junho de 1970) é um ex-motociclista japonês, que competiu na MotoGP.

## Carreira
Tetsuya Harada começou no campeonato junior japonês de 1988.
Harada foi campeão nas 250 cilindradas em 1993, o primeiro motociclista japonês campeão.